# Sock TV
Sock TV är en amerikansk TV-serie med strumpdockor  började 2009 som visas på Cartoon Network
.